# Twin Spark
Twin spark is een cilinderkop van een motor met twee bougies (spark plugs) per cilinder. Door het brandstofmengsel op twee plaatsen te ontsteken, verbrandt een groter deel van het mengsel en wordt meer arbeid verricht op de krukas. Daarnaast verhoogt twin spark ook de bedrijfszekerheid van de motor.
Het systeem werd reeds in de jaren 1960 toegepast op competitie Alfa Romeo's en Porsche's. De echte commerciële doorbraak kwam met de Alfa Romeo 75 2.0 TS en het principe wordt sindsdien steeds vaker toegepast om de verbranding beter, sneller en zuiniger te laten verlopen.
Bij motorfietsen wordt het toegepast door BMW boxermotoren om de motor bij lagere toerentallen regelmatig te laten lopen. Ducati paste het toe in de 1000 DS Multistrada, waarbij DS staat voor dual spark.

## Galerij

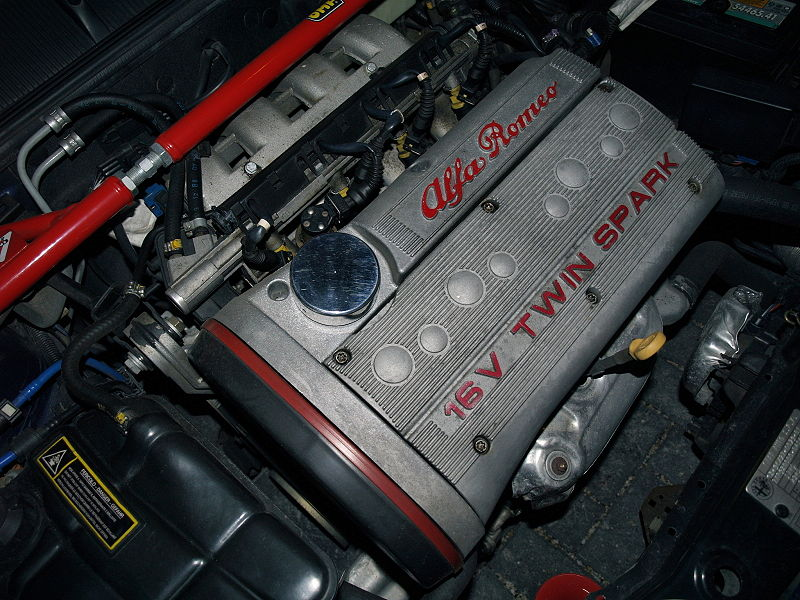
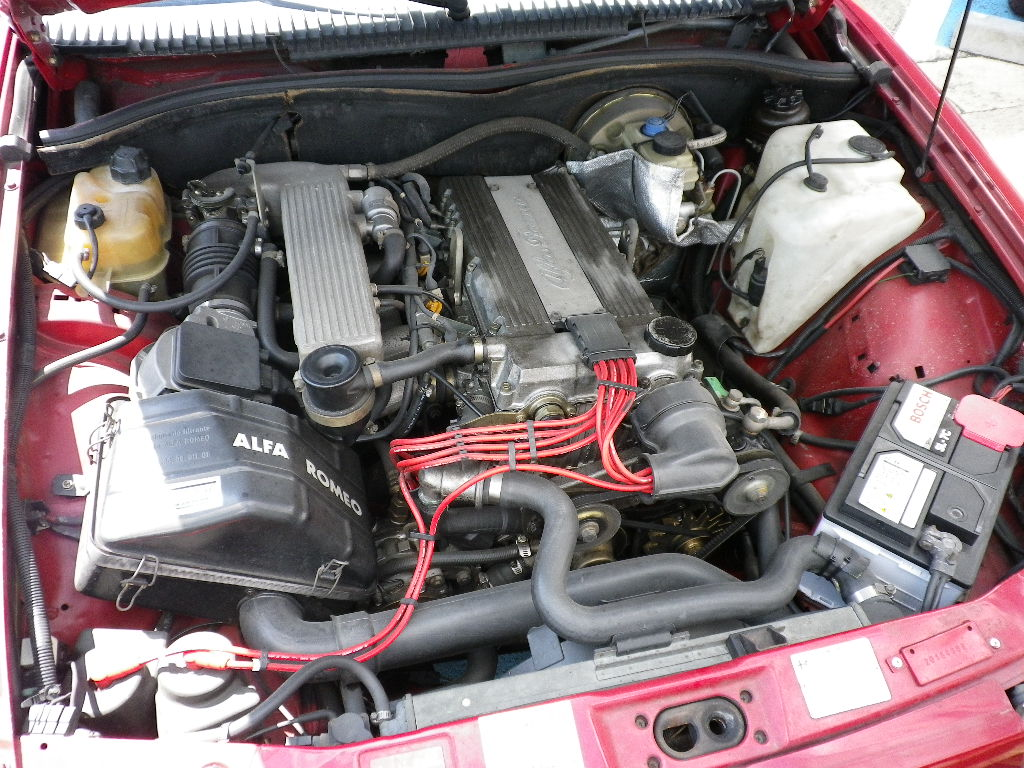
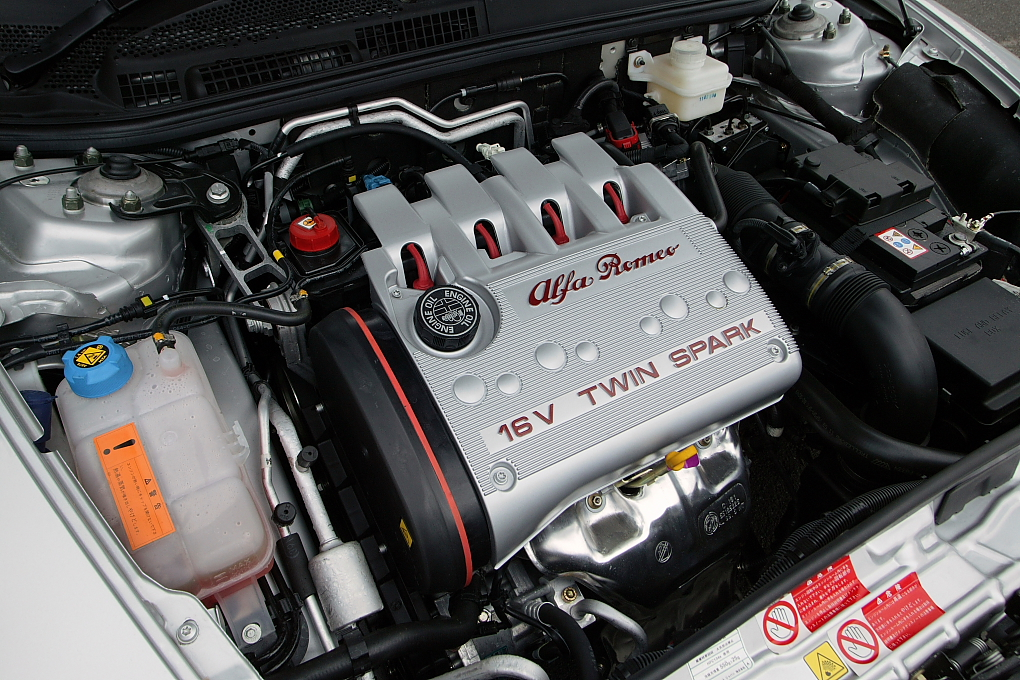
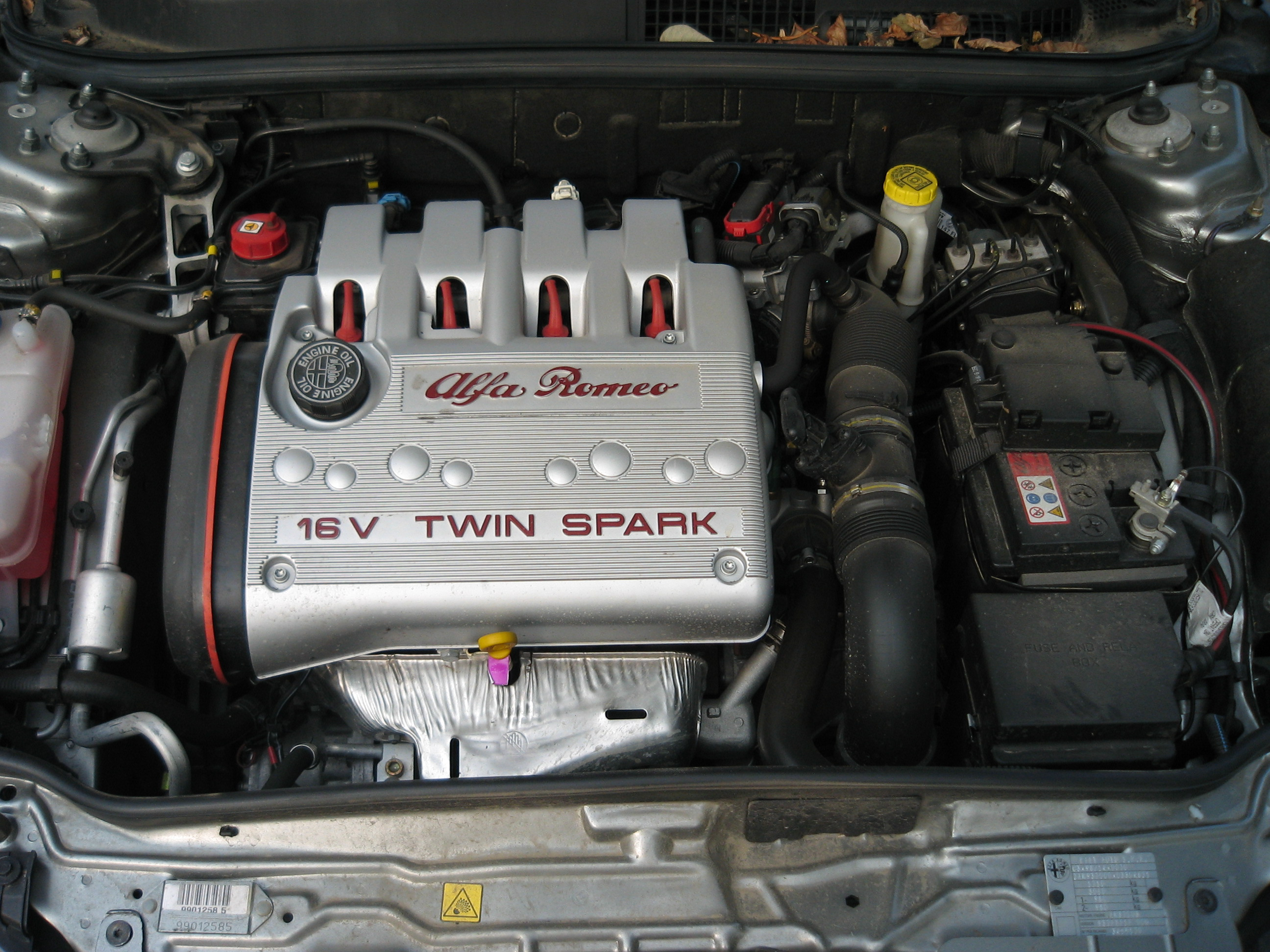